# Manfred Schneider (Fußballspieler)
Manfred Schneider (* 26. März 1934; † 15. Mai 2009) war ein deutscher Fußballspieler, welcher in der Saison 1955/56 zwei Länderspiele (1 Tor) in der deutschen Fußballnationalmannschaft der Amateure absolviert hat. In der Runde 1959/60 hat der zumeist als Linksaußen auflaufende Offensivspieler in der damals erstklassigen Fußball-Oberliga Südwest für den 1. FC Kaiserslautern 16 Ligaspiele mit drei Toren absolviert.

## Laufbahn
Der Amateurfußballer Manfred Schneider belegte in der Saison 1954/55 mit seinem Verein VfB Coburg in der 1. Amateurliga Nordbayern an der Seite von Außenläufer Heinz Ruppenstein den fünften Rang. Mit der bayerischen Amateurauswahl zog der linke Flügelstürmer aus Coburg im Wettbewerb des Länderpokals nach Erfolgen über die Auswahlteams von Südbaden (3:1), Südwest (5:1) und im Halbfinale gegen Nordbaden (4:0), in das Endspiel am 2. Juli 1955 in Augsburg gegen die Vertretung von Westfalen ein. Dort gab es den vierten Sieg von Bayern in Folge (1952–55): Mit 5:2 setzte sich das BFV-Team mit Spielern wie Fritz Semmelmann, Willy Reitgaßl, Hans Zeitler und Manfred Schneider auf Linksaußen durch. In der Saison 1955/56, Ruppenstein war in die Oberliga Süd zum Karlsruher SC gewechselt und Stürmer Reitgaßl war von der SpVgg Landshut zu den Rot-Weißen nach Oberfranken gekommen, landete Schneider mit dem VfB wiederum in Nordbayern auf dem fünften Rang. Am Rundenende wurde er am 19. Mai 1956 in Freiburg in die Amateurnationalmannschaft des DFB beim Länderspiel gegen Frankreich berufen. Beim 3:3-Remis der deutschen Amateurauswahl bildete er mit Matthias Mauritz die Flügelzange im Team um Spielführer Herbert Schäfer. Zwei Tage später, am 21. Mai, trugen die DFB-Amateure in München gegen die Amateurvertretung von Schottland ein weiteres Länderspiel aus. Der Mann aus Coburg stürmte wieder auf Linksaußen und erzielte beim 4:1-Sieg der DFB-Amateure ein Tor. Im Angriff war das deutsche Team im WM-System in der Besetzung mit Matthias Mauritz, Herbert Schäfer, Ernst-Günter Habig, Manfred Kreß und Schneider angetreten. Es war das letzte Länderspiel vor den olympischen Spielen 1956 in Melbourne. Als die deutsche Amateurnationalmannschaft am 24. November 1956 in Melbourne gegen die Sowjetunion mit 1:2 verlor und damit aus dem olympischen Fußballturnier ausschied, gehörte Schneider nicht mehr dem Olympiakader an. Zur Runde 1958/59 unterschrieb der Flügelstürmer einen Vertrag bei Borussia Fulda und spielte damit in der 2. Liga Süd. Bei den Rot-Schwarzen aus der Bischofsstadt und dort im Sportpark Johannisau beheimatet, erlebte Schneider aber eine Runde Kampf um den Klassenerhalt. Dieser wurde von der Borussia nicht bestanden, Fulda stieg als Vorletzter (17. Platz) in das Amateurlager ab.
Der Dritte der Oberliga Südwest 1958/59, der 1. FC Kaiserslautern, die „Roten Teufel“ vom Betzenberg, die erstmals seit 1953 damit die Endrundenteilnahme verpasst hatten, und vor allem durch das Laufbahnende von Fritz Walter mit seinem Abschiedsspiel am 21. Juni 1959 gegen Racing Paris (4:2), eine glanzvolle Ära beendeten, standen vor der Saison 1959/60 vor einem Neuaufbau. Dem vormaligen Meistertrainer Richard Schneider standen lediglich noch Horst Eckel, Werner Liebrich und mit Einschränkung Torhüter Willi Hölz aus der Erfolgsära der ehemaligen „Walter-Elf“ zur Verfügung. Neben eigenen Nachwuchskräften wie Winfried Richter, Jürgen Neumann, Dieter Pulter, Dieter Schönborn und Torhüter Wolfgang Schnarr versucht man es in Kaiserslautern mit den Neuzugängen Rolf Ringer (VfR Heilbronn), Günther Kasperski (TuS Neuendorf) und Manfred Schneider von Borussia Fulda. Von den externen Verpflichtungen kann sich im Lauf der Runde – die Lauterer erreichen den 5. Platz – aber nur Kasperski mit 30 Einsätzen (alle Ligaspiele) und elf Toren als Stammspieler profilieren. Ringer (18-3) und Schneider (16-3) blieben im Laufe der Rückrunde auf der Strecke. Den Start in die OL-Runde 1959/60 am 16. August 1959, bei einer 0:1-Auswärtsniederlage bei Eintracht Kreuznach, erleben Ringer und Schneider auf dem Rasen, auf Halbrechts und Linksaußen. Im zweiten Rundenspiel, am 23. August, einem 3:1-Heimerfolg gegen den FSV Mainz 05, bringt Schneider den FCK in der fünften Minute mit 1:0 in Führung. Am dritten Spieltag, den 30. August, erzielt Schneider wiederum den Führungstreffer, jetzt verliert Kaiserslautern aber das Auswärtsspiel mit 2:3 bei TuRa Ludwigshafen. Am vierten Spieltag, den 6. September, erzielt Schneider seinen dritten Rundentreffer in Serie. Lautern gewinnt das Heimspiel gegen den FV Speyer mit 4:0 und Schneider beschließt den Torreigen in der 87. Minute mit dem 4:0. Danach traf er aber in keinem seiner noch folgenden 12 Oberligaeinsätze mehr. Sein letzter Oberligaeinsatz datiert vom 10. Januar 1960 bei einem 1:0-Auswärtserfolg in Mainz. Er lief für den 1. FC Kaiserslautern in 16 Oberligaspielen auf und erzielte drei Tore. Nach nur einer Saison in Kaiserslautern beendete Schneider sein Vertragsverhältnis und schloss sich zur Saison 1960/61 dem VfR Heilbronn in der 1. Amateurliga Nordwürttemberg an.
Nach seiner Fußballerlaufbahn arbeitete Schneider lange Jahre bei den Städtischen Werken Überlandwerke Coburg. Schneider verstarb am 15. Mai 2009, vier Tage nach seiner Ehefrau Erika.